# Het Laatste Avondmaal (Dirk Bouts)

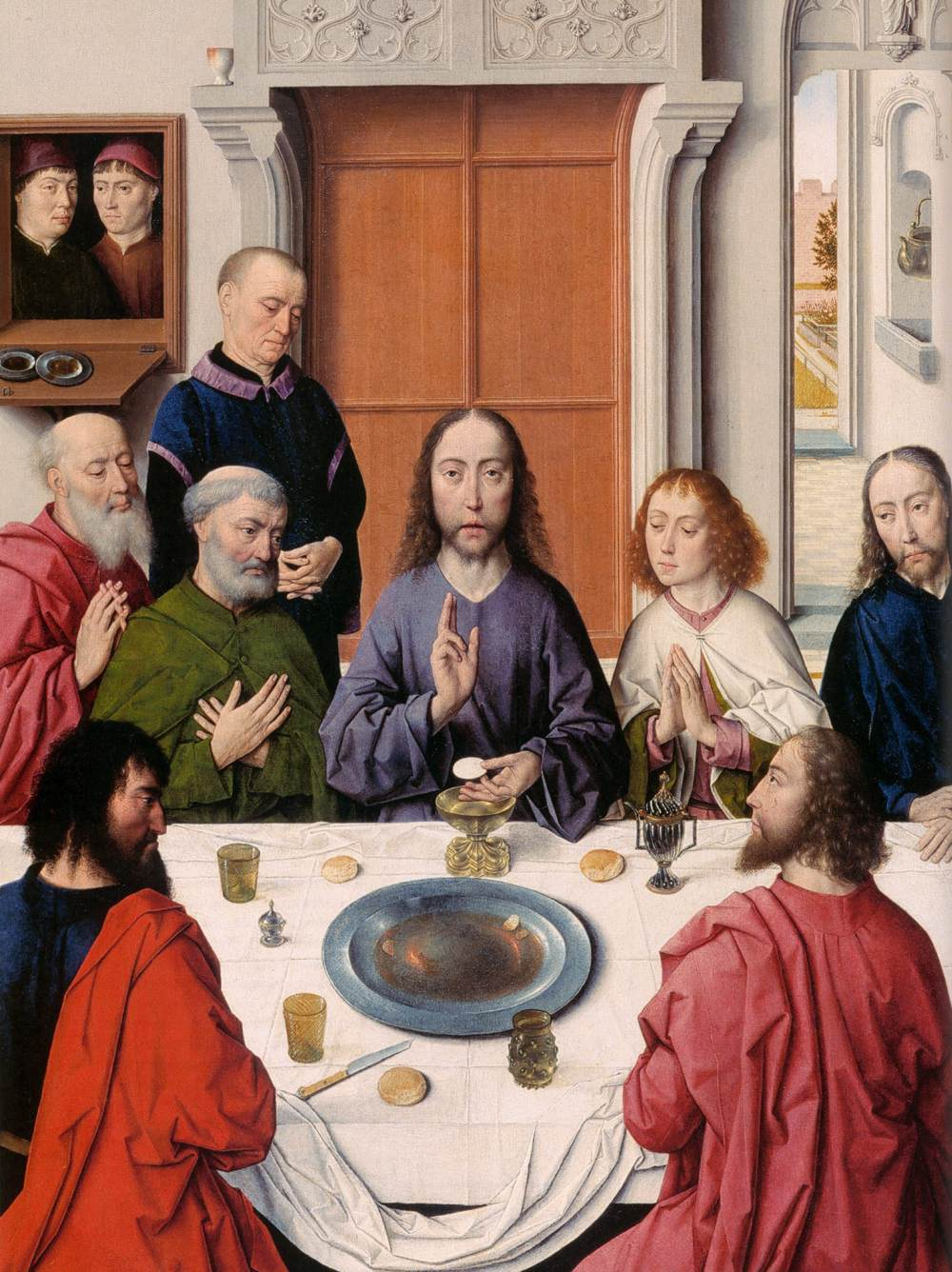
Detail van het centrale paneel

Het Laatste Avondmaal, ook Polyptiek van het Heilig Sacrament, is een veelluik van de Vlaamse kunstschilder Dirk Bouts en hangt heden in de Sint-Pieterskerk te Leuven. Het Laatste Avondmaal is het thema van het centrale paneel van het altaarstuk. Het was in opdracht van het Leuvense Broederschap van het Heilig Sacrament dat Dirk Bouts in 1464 aan het veelluik begon. 

## Geschiedenis
Het schilderij werd besteld door het Leuvense Broederschap van het Heilig Sacrament bij Dirk Bouts op 15 maart 1465.
Tijdens de negentiende eeuw werd alleen het middenpaneel nog in Leuven bewaard. De vier zijpanelen waren verkocht aan een Duitse verzamelaar. De twee bovenste zijpanelen werden in 1827 eigendom van Lodewijk I van Beieren, zodat zij in de Alte Pinakothek in München terechtkwamen. De twee onderste panelen werden in 1834 aangekocht door de Gemäldegalerie in Berlijn. In uitvoering van het Verdrag van Versailles keerden de werken in 1920 terug naar België als vergoeding van de oorlogsschade die werd veroorzaakt door Duitsland. Tijdens de Tweede Wereldoorlog nam de Duitse bezetter de zijpanelen in beslag, maar in 1945 keerden zij definitief terug naar Leuven.
Sinds 2020 heeft de Sint-Pieterskerk een nieuwe museale opstelling en is het schilderij naar zijn oorspronkelijke plaats teruggekeerd (met mixed reality/hololens).

## Beschrijving
Dirk Bouts kwam oorspronkelijk uit Haarlem, maar verhuisde later naar Leuven. Zijn Laatste Avondmaal was het eerste Vlaamse paneel van zijn soort. Bouts introduceerde hier de idee van een groepsportret rond een tafel. Het werk was bestemd voor de sacramentskapel van de Sint-Pieterskerk en door de spitsboogvensters is een doorkijk op de Grote Markt te zien vanuit dit perspectief. 
In het contract, waarvan een facsimile bewaard gebleven is, staat uitvoerig wat op het paneel zal afgebeeld worden beschreven. Bij het maken van de triptiek is Bouts bijgestaan door twee theologen van de Leuvense universiteit. 
Centraal op het middelste paneel is Jezus' hand terwijl hij het brood zegent, dit is het belangrijkste moment van het gebeuren. De zegenende hand, de hostie, het gelaat van Jezus, de lege schaal, het kruismotief in de deur en de luchter bevinden zich allemaal op een verticale symmetrieas.
Jezus bevindt zich met zijn twaalf leerlingen in een vijftiende-eeuws interieur. De zwartharige Judas herken je links vooraan. Hij verbreekt het serene karakter van het werk. Zijn grimmige gelaat vertoont brutale trekken en hij legt uitdagend zijn linkerhand in zijn lende. De vier andere personen die afgebeeld staan, zijn mogelijk leden van de broederschap. Een ander detail is een tinnen schotel met een bruine saus die centraal staat, dit verwijst naar het lam dat men net gegeten heeft.
De voorstelling bevat talrijke typologische verbanden. De kruisdood van Jezus is al symbolisch in het middelste paneel aanwezig. De rode marmeren zuil verwijst naar de geselkolom en het lijden, de vouw in het tafellaken verwijst naar de lijkwade. Het beeld van Mozes boven de deur verwijst naar de Oude Wet terwijl het offer van Jezus een Nieuwe Wet zal instellen.
De zijpanelen vertellen vier verhalen die met 'brood' en 'offer' te maken hebben uit het Oude Testament:
- het aanbieden van brood en wijn aan Abraham door Melchisedek, ‘koning van Salem en priester van God’ (Genesis 14:18-20);
- het eten van het paaslam bij de uittocht uit Egypte (Exodus 12:1-28);
- het verzamelen van manna tijdens de tocht door de woestijn (Exodus 16:2-36);
- en het opwekken van Elia met brood en water door een engel (Koningen 1, 19:1-8).[5]